# 朱覲錐
锺陵王朱觐锥（1460年—1518年），明朝宁靖王朱奠培的庶三子，后来被废。

## 生平

### 早年
天顺八年（1464年）七月赐名。成化九年（1473年）九月，明宪宗遣恭順侯吳鑑、泰寧侯陳桓、駙馬都尉楊偉、遂安伯陳韶、安順伯薛珤、成安伯郭鐄為正使，吏科給事中李俊、刑科給事中趙杲、禮科給事中張晟、中書舍人黎昊、戶部員外郎林孟喬、工部員外郎何淡為副使，持節冊封朱覲錐為鍾陵王。成化十四年（1478年）九月，遣保定侯梁傅、靖遠伯王添、寧晉伯劉福、成安伯郭鐄、武平伯陳能、修武伯沈煜、懷柔伯施鑑充正使，尚寶司司丞李溥、給事中仰昇、李孟暢、方陟、趙艮、張琛、劉英充副使，持節冊封兵馬副指揮孫智的女兒為鍾陵王妃。
弘治五年（1492年）八月，朱覲錐為生母郭氏請封，明孝宗命封為寧靖王夫人，賜誥命。
朱覲錐性好漁色，新建县百姓「凌勝」自宮入锺陵王府，朱覲錐令他到淮安，買了一名李姓美女，然后独宠這個李姓美女，宮中呼為「李妃」，王妃陳氏于是失寵。朱覲錐本有另外一個妾「李氏」（下稱「李妾」）生子三歲，「李妃」嫉妒，向朱覲錐诬告「李妾」，朱覲錐杖责「李妾」一百，铐住「李妾」双手，断绝「李妾」飲食，令宮女们看守，「李妾」所生子被迫與母親分離，在其他房間中餓死，「李妾」悲啼，朱覲錐又杖她一百。夜间，「李妾」想自盡，看守的宫女們担心获罪，群聚而逃。當時，南昌衛的軍餘（军伕之類，沒有軍人身分的軍中雇員）「謝祖」為朱覲錐在外經商時，買一舞女送给朱覲錐為妾，后来舞女病了，朱覲錐又把她送還给謝祖。但謝祖之妻不願包容舞女，又送回给朱覲錐，這個舞女也是當時看守「李妾」的宫女之一。事发，鎮巡等官据实上报。弘治九年（1496年）二月，孝宗以朱覲錐濫收妾媵致家眷嫉妒不和、家醜外揚，又餓死幼子，有失父道，本當重治，姑且從輕革除祿米三分之一，賜敕切責，「謝祖」被罰杖一百，与家屬發配邊疆衛所充軍。「凌勝」杖八十，發回原籍，當宦官。朱覲錐逃跑的宮女們，退回給其亲人，使其團聚。

### 自荐
弘治十一年（1498年）十二月，明孝宗下诏大赦天下，并要求天下保举将材为朝廷所用。朱覲錐上章朝廷，自称驍勇善騎射，熟知韜略，愿意充当将帅，以身報國。弘治十三年（1500年）二月，兵部尚書馬文昇等奏及此事，认为诏书需要保举的将材不包括宗室，而且騎馬、射箭不是藩王该熟悉的，认为朱覲錐无故自荐，可能是被下人怂恿，或已萌生造反之心，请朝廷早作处分，请求降下敕书派人拿去告谕朱覲錐的侄子宁王朱宸濠，令他严格管束朱覲錐，令朱覲錐读书、親近儒生，以汉朝的東平王刘苍、河間王刘德為榜样，跟藩國同享清福。孝宗说，宗室不参与政事是祖宗定制，何况征伐之事，认为不能答应朱覲錐效劳的请求。

### 获罪被废
江西都指揮司指揮使文錦数次把公家的鋄銀（馬鞍）、鞍轡、文綺（絲綢）、飛魚（一種弓箭袋）、撒袋（一種弓箭袋）之類典當给朱覲錐，向他借钱。事发，孝宗命司礼監少監劉輔、大理寺寺丞鄧璋前去会同鎮巡等官勘問，擬文錦杖一百、發邊衞充軍，刑部覆奏，弘治十八年（1505年）三月，获准。
锺陵王府宮人張環珮逃出，被巡逻官抓获讯问，得到朱覲錐及其子鎮國將軍朱宸湤诸多不法事，朱宸濠和鎮巡官先後上奏，孝宗命劉輔、鄧璋勘查實情，由法司商议上报。四月，孝宗下旨说朱覲錐縱慾亂常、欺污子妾、致死人命、私置軍器、違法多端；朱宸湤不諫父惡、私通宮人；都应该严惩，姑且从轻革爵降為庶人，送鳳陽看守祖陵，家人楊源兒等處絞刑，張環珮等令自盡，其余分别治罪。一作朱覲錐获罪是被朱宸濠陷害。

### 被废后
正德五年（1510年）三月，因朱宸濠奏朱覲錐、朱宸湤家屬無從贍養，且所犯之罪，與其他庶人不同，明武宗特給朱覲錐、朱宸湤家屬養贍米，但聲明屬於特例，命令諸藩王，不得以此為通例，上奏相同请求。
正德十三年（1518年），朱覲錐去世。因为他已经获罪除国，他的子孙不准袭封，王府事由其四弟建安王朱覲鋉管理。嘉靖四年（1525年）六月，明世宗听取御史葉忠的话，下令赦免朱覲錐、朱宸湤親属，敕內官分送各王府随住，口粮、布花、婚配等款項，如高牆內庶人例供给，仍敕各王府鈐束戒諭，令他们改過自新。

## 评价
- 朱谋垔《画史会要》称朱覲錐“善画人物”。

## 家庭

### 妻妾
- 王妃孫氏
- 王妃陳氏
- 妾李氏
- 妾淮安李氏

### 子孫
- 庶長子：鎮國將軍→庶人朱宸湤，成化二十一年（1485年）闰四月赐名，[14]弘治十八年（1505年）四月与父同废，嘉靖四年（1525年）六月在世
  - 第一子：輔國將軍朱拱棤[15]
  - 第二子：輔國將軍朱拱槺[15]
    - 第一子：奉國將軍朱多灮[15]
      - 第一子：鎮國中尉朱謀𠬈[16]
      - 第二子：鎮國中尉朱謀⿰里[16]

    - 第二子：奉國將軍朱多焤[16]
      - 第一子：鎮國中尉朱謀𡌩[16]
      - 第二子：鎮國中尉朱謀⿳亠口⿳一心土[16]
        - 第一子：朱統𨬐，未封[16]

      - 第三子：鎮國中尉朱謀𨾡[16]
      - 第四子：鎮國中尉朱謀壂[16]

    - 第三子：奉國將軍朱多熌[16]
      - 第一子：鎮國中尉朱謀⿰里奔[16]
      - 第二子：鎮國中尉朱謀𨿜[16]
      - 第三子：鎮國中尉朱謀𬱇[16]
      - 第四子：鎮國中尉朱謀埧[16]

  - 第三子：庶人朱拱㯑[16]
    - 第一子：庶人朱多煻[16]
      - 第一子：庶人朱謀𩀜[16]
      - 第二子：庶人朱謀雉[16]
      - 第三子：庶人朱謀𡊉[16]

    - 第二子：庶人朱多𤊶[16]
      - 第一子：庶人朱謀𡐳[16]

    - 第三子：庶人朱多𥷅[16]
- 子：朱某（约1494年－1496年），李氏所生，被餓死
- 子：鎮國將軍朱宸灑[15]
  - 第一子：輔國將軍朱拱𬂣[15]
  - 第二子：輔國將軍朱拱㮕[15]
    - 第一子：奉國將軍朱多燿[16]
    - 第二子：奉國將軍朱多⿱⿰毛隹火[16]
    - 第三子：奉國將軍朱多䱛[16]
    - 第四子：朱多𠈑，未封[16]

  - 第三子：輔國將軍朱拱𰘆[15]
    - 第一子：奉國將軍朱多㷥[16]
      - 第一子：鎮國中尉朱謀𨾓[16]
      - 第二子：鎮國中尉朱謀𦛣[16]
      - 第三子：鎮國中尉朱謀𥨜[16]
      - 第四子：朱謀壌，未封[16]

    - 第二子：奉國將軍朱多⿰火道[16]
      - 第一子：鎮國中尉朱謀𨿂[16]

    - 第三子：奉國將軍朱多⿰亻⿱火女[16]
      - 第一子：鎮國中尉朱謀𡌧[16]

    - 第四子：奉國將軍朱多鷠[16]

  - 第四子：輔國將軍朱拱椐[16]
    - 第一子：奉國將軍朱多⿰石䙳[16]
      - 第一子：朱謀堢，未封[16]

    - 第二子：奉國將軍朱多耿[16]
    - 第三子：奉國將軍朱多[16]

  - 第五子：輔國將軍朱拱森[16]
- 子：鎮國將軍朱宸湑[15]
  - 第一子：輔國將軍朱拱𪴌[15]
    - 第一子：奉國將軍朱多煰[16]
      - 第一子：鎮國中尉朱謀塢[16]

    - 第二子：奉國將軍朱多⿰酉⿱火皿[16]
    - 第三子：奉國將軍朱多䃕[16]
    - 第四子：奉國將軍朱多𡣹[16]
      - 第一子：朱謀坡，未封[16]

    - 第五子：奉國將軍朱多𤢅[16]